# Rocket Punch
Rocket Punch (en hangul, 로켓펀치) fue un grupo femenino surcoreano formado por Woollim Entertainment. Estaba integrado por seis miembros: Juri, Yeonhee, Suyun, Yunkyoung, Sohee y Dahyun. Debutaron oficialmente el 7 de agosto de 2019 con su EP debut titulado Pink Punch.

## Historia

### Predebut
Mucho tiempo antes del debut del grupo, Juri, que es japonesa, fue elegida como una de las aprendices de la 12.ª generación del grupo musical japonés AKB48, a través de una audición el año 2011. Ella fue presentada al público a través de AKB48 Team 4 en marzo de 2012. Su primera aparición en televisión en Corea del Sur fue en el programa de competencia musical de 2018, Produce 48. En el mismo programa, las miembros Suyun y Sohee también fueron presentadas al público como aprendices, representando a la agencia Woollim Entertainment.
En marzo de 2019, se confirmó que Juri firmó con Woollim Entertainment para seguir su carrera en Corea, para poder debutar como miembro del nuevo grupo femenino de la compañía. Dos meses después, Juri se graduó oficialmente de AKB48. El 22 de julio, Woollim Entertainment lanzó un clip de movimiento del logo de Rocket Punch y se especuló que sería el nombre del nuevo grupo femenino. Woollim Entertainment luego lo confirmó con una película conceptual lanzada el 23 de julio que incluía a las seis miembros. Así, Rocket Punch se convirtió en el segundo grupo femenino de Woollim Entertainment desde Lovelyz, quienes debutaron en 2014.

### 2019: Debut conPink Punch
El EP debut de Rocket Punch, Pink Punch, fue lanzado el 7 de agosto de 2019, con la canción «Bim Bam Bum» como su sencillo principal. La canción fue producida por el dúo Iggy Youngbae, quienes son conocidos por haber creado mucho de los temas principales de GFriend y canciones de otros artistas como NU'EST, Astro, Orange Caramel, entre otros. Se llevó a cabo una presentación de debut en el Yes24 Live Hall en Seúl, Corea del Sur, luego del lanzamiento de su EP. El grupo realizó su primera actuación en Japón en el show otoño/invierno del GirlsAward 2019.

### 2020:Red PunchyBlue Punch
El grupo hizo su regreso el 10 de febrero con su segundo EP titulado Red Punch y su sencillo principal «Bouncy». Ese día, el grupo realizó la presentación de su segundo miniálbum en el Bluesquare iMarket Hall de Corea del Sur. Mientras que seis meses después, el 4 de agosto, el grupo lanzó su tercer EP titulado Blue Punch, junto con su sencillo principal titulado «Juicy».

### 2021-2024:Ring Ring, debut en Japón y disolución
El 17 de mayo de 2021, Rocket Punch lanzó su primer álbum sencillo titulado Ring Ring, con su primer sencillo del mismo nombre. Una semana después, el 24 de mayo, Woollim Entertainment anunció que la agrupación haría su debut en Japón bajo la compañía de entretenimiento japonés Yoshimoto Kōgyō, lanzando su primer EP en japonés el próximo 4 de agosto y que llevará por título Bubble Up!. En 2024, el grupo se disolvió debido a la finalización del contrato de todas sus integrantes (el contrato de Juri finalizó en mayo, mientras que el de las demás integrantes en diciembre).

## Miembros
| Integrantes      | Integrantes      | Integrantes          | Integrantes                       | Integrantes             | Integrantes                          |
| Nombre artístico | Nombre artístico | Nombre de nacimiento | Fecha de nacimiento               | Lugar de nacimiento     | Posición                             |
| Romanización     | Hangul           | Nombre de nacimiento | Fecha de nacimiento               | Lugar de nacimiento     | Posición                             |
| ---------------- | ---------------- | -------------------- | --------------------------------- | ----------------------- | ------------------------------------ |
| Juri             | 쥬리             | Juri Takahashi       | 3 de octubre de 1997 (27 años)    | Kashima, Japón          | Vocalista y bailarina                |
| Yeonhee          | 연희             | Kim Yeon-hee         | 6 de septiembre de 2000 (24 años) | Gwangju, Corea del Sur  | Líder, Vocalista, rapera y bailarina |
| Suyun            | 수윤             | Kim Su-yun           | 17 de marzo de 2001 (23 años)     | Goyang, Corea del Sur   | Vocalista y bailarina                |
| Yunkyoung        | 윤경             | Seo Yun-kyoung       | 1 de noviembre de 2001 (23 años)  | Gwangju, Corea del Sur  | Vocalista, rapera y bailarina        |
| Sohee            | 소희             | Kim So-hee           | 14 de agosto de 2003 (21 años)    | Osaka, Japón            | Vocalista, rapera y bailarina        |
| Dahyun           | 다현             | Jeong Da-Hyun        | 29 de abril de 2005 (19 años)     | Seongnam, Corea Del Sur | Vocalista y bailarina                |

## Discografía
| EP - 2019: Pink Punch - 2020: Red Punch - 2020: Blue Punch - 2022: Yellow Punch Álbumes Sencillos - 2021: Ring Ring - 2022: Flash - 2023: Boom | Álbumes de estudio - 2022: Doki Doki Love EP - 2021: Bubble Up! |

### Sencillos
| Año     | Título                 | Posicionamiento en listas | Posicionamiento en listas | Posicionamiento en listas | Álbum          |
| Año     | Título                 | COR Gaon                  | COR Hot                   | US World                  | Álbum          |
| Coreano | Coreano                | Coreano                   | Coreano                   | Coreano                   | Coreano        |
| ------- | ---------------------- | ------------------------- | ------------------------- | ------------------------- | -------------- |
| 2019    | «Bim Bam Bum» (빔밤붐) | —                         | —                         | —                         | Pink Punch     |
| 2020    | «Bouncy»               | —                         | 97                        | —                         | Red Punch      |
| 2020    | «Juicy»                | —                         | —                         | —                         | Blue Punch     |
| 2021    | «Ring Ring»            | —                         | —                         | 20                        | Ring Ring      |
| 2022    | «Chiquita»             | —                         | —                         | —                         | Yellow Punch   |
| 2022    | «Flash»                | —                         | —                         | —                         | Flash          |
| Japonés |                        |                           |                           |                           |                |
| 2021    | «Bubble Up!»           | —                         | —                         | —                         | Bubble Up!     |
| 2022    | «Fiore»                | —                         | —                         | —                         | s/a            |
| 2022    | «Doki Doki Love»       | —                         | —                         | —                         | Doki Doki Love |

### Vídeos musicales
| Año  | Título                 | Álbum          | Director             | Ref.   |
| ---- | ---------------------- | -------------- | -------------------- | ------ |
| 2019 | «Bim Bam Bum» (빔밤붐) | Pink Punch     | Zanybros             | [ 26 ] |
| 2020 | «Bouncy»               | Red Punch      | Zanybros             | [ 27 ] |
| 2020 | «Juicy»                | Blue Punch     | 96wave               | [ 28 ] |
| 2021 | «Ring Ring»            | Ring Ring      | Zanybros             | [ 29 ] |
| 2021 | «Bubble Up!»           | Bubble Up!     | Wonki Hong           | [ 30 ] |
| 2022 | «Chiquita»             | Yellow Punch   | Shin Hee-won (st-wt) | [ 31 ] |
| 2022 | «Fiore»                | s/a            |                      | [ 32 ] |
| 2022 | «Flash»                | Flash          |                      | [ 33 ] |
| 2022 | «Doki Doki Love»       | Doki Doki Love | Zanybros             | [ 34 ] |

## Premios y nominaciones
| Año  | Premios                             | Categoría                                    | Nominado     | Resultado | Ref.   |
| ---- | ----------------------------------- | -------------------------------------------- | ------------ | --------- | ------ |
| 2019 | Mnet Asian Music Awards             | Artista del año                              | Rocket Punch | Nominado  | [ 35 ] |
| 2019 | Mnet Asian Music Awards             | Mejor artista nuevo femenino                 | Rocket Punch | Nominado  | [ 35 ] |
| 2019 | Mnet Asian Music Awards             | Worldwide Fans' Choice Top 10                | Rocket Punch | Nominado  | [ 35 ] |
| 2019 | Mnet Asian Music Awards             | Artista femenino favorito 2019               | Rocket Punch | Nominado  | [ 35 ] |
| 2020 | Seoul Music Awards                  | Artista nuevo                                | Rocket Punch | Nominado  | [ 36 ] |
| 2020 | Seoul Music Awards                  | Premio a la popularidad                      | Rocket Punch | Nominado  | [ 36 ] |
| 2020 | Seoul Music Awards                  | Premio especial Hallyu                       | Rocket Punch | Nominado  | [ 36 ] |
| 2020 | Seoul Music Awards                  | Premio QQ Music al artista K-Pop más popular | Rocket Punch | Nominado  | [ 37 ] |
| 2020 | Korean Culture Entertainment Awards | Premio cantante de K-Pop                     | Rocket Punch | Ganador   | [ 38 ] |